# Un crochet qui accroche
Pour plus de détails, voir Fiche technique et Distribution.
Un crochet qui accroche (Hamateur Night) est un cartoon Merrie Melodies réalisé par Tex Avery en 1939.

## Synopsis
Un concours d'amateurs réunit sur scène : un chanteur, Egghead, qui tente vainement de se faire entendre, un pianiste chevelu et son piano mécanique, un chanteur ringard, un fakir (qui rate son numéro du panier percé par une épée), une puce qui parle, un morse et son chien savant, un renard qui déclame Hamlet sous des jets de tomates et un coq et une poule dans la scène du balcon de Roméo et Juliette. Vient le moment aux spectateurs de choisir le meilleur artiste. Le maître de cérémonie qui présentait nonchalamment le spectacle tient successivement un mouchoir au-dessus de chaque participant. À son profond étonnement, tous sont refusés sauf le dernier : Egghead. L'explication est donnée dans la séquence finale : tous les spectateurs ont été remplacés par des clones de Egghead.

## Fiche technique
Sauf indication contraire, les informations mentionnées dans cette section peuvent être confirmées par la base de données cinématographiques IMDb,  présente dans la section « Liens externes ».
- Réalisateur : Tex Avery
- Scénario : Jack Miller
- Producteur : Leon Schlesinger
- Studio de production : Leon Schlesinger Studios
- Musique : Carl W. Stalling   (non crédité)
- Montage : Treg Brown (non crédité)
- Effets sonores : Treg Brown (non crédité)
- Durée : 8 minutes
- Langue : anglais
- Pays : États-unis
- Date de sortie : États-Unis : 20 décembre 1939
- Format : 1,37 :1 couleur 35 mm
- Son : mono
- Genre : comédie
- Distribution : 27 janvier 1939[1]: Warner Bros. Pictures (cinéma)

## Distribution
Aucune personne n'a été créditée dans le générique.
Voix :
- Tex Avery : l'hippopotame rieur dans le public
- Sara Berner : la puce et Juliette
- Mel Blanc : plusieurs artistes sur la scène
- Phil Kramer : le maître de cérémonie
- Elvia Allman : autres voix
- Cliff Nazarro (en) : Egghead

## Animateurs
- Paul J. Smith animateur (comme Paul Smith)
- Virgil Ross  animateur (non crédité)
- Paul J. Smith  animateur (non crédité)
- Irven Spence  animateur (non crédité)
- Sidney Sutherland  animateur (non crédité)
- Rod Scribner (en)  animateur (non crédité)
- Cecil Surry (en)  animateur (non crédité)